# Kostel svaté Anny (Morašice)
Kostel svaté Anny je filiální kostel v římskokatolické farnosti Trstěnice u Moravského Krumlova, nachází se v centru obce Morašice. Kostel je jednolodní podélně orientovaná stavba s trojbokým kněžištěm, kněžiště má klenutý strop a je ukončeno gotickým obloukem. Původně byl pozdně gotickou stavbou, později barokně upravenou. Kněžiště kostela má být jedno z nejstarších v okolí, kostel má sedlový portál s kamenným ostěním a na západě kostela je dřevěná kruchta. V kostele jsou deskové obrazy evangelistů z roku 1696, závěsný obraz Krista na Olivové hoře pocházející ze zámku Budíškovice zřejmě z roku 1700 či 1703. Kostel je chráněn jako kulturní památka České republiky.

## Historie
Kostel byl poprvé písemně zmíněn v roce 1253. Podle jiných zdrojů však pochází snad z 16. století, kdy přesto snad měl být postaven na starších základech. Kostel mezi lety 1535 a 1848 spadal pod řád Křižovníků s červenou hvězdou. V 18. století byla výrazně upravena věž, původní dřevěné patro zvonice kostela bylo strženo a nahrazeno zděným patrem, střecha věže pak byla v roce 1908 pozinkována a v roce 1909 byla věž omítnuta.
Kostel byl pak v roce 1902 rekonstruován, dále pak rozsáhlá oprava proběhla v roce 1922, kdy byla opravena střecha. V roce 1923 byla odstraněna zeď ohraničující hřbitov u kostela, který v tu dobu již nebyl používán. V roce 1963 byl kostel opět rekonstruován, byl nově nalíčen. V roce 1986 byly do kostela instalovány skleněné dveře, roku 1988 byl prostor presbytáře vydlážděn. V roce 2010 prošel kostel generální rekonstrukcí, a to včetně věže. V roce 2011 byl rekonstruován i původní zachovalý krov střechy – ten pochází ze 17. století, část nad lodí z let 1661 a 1662 a strop věže z let 1695 a 1696.